# 에티오피아 테와히도 정교회

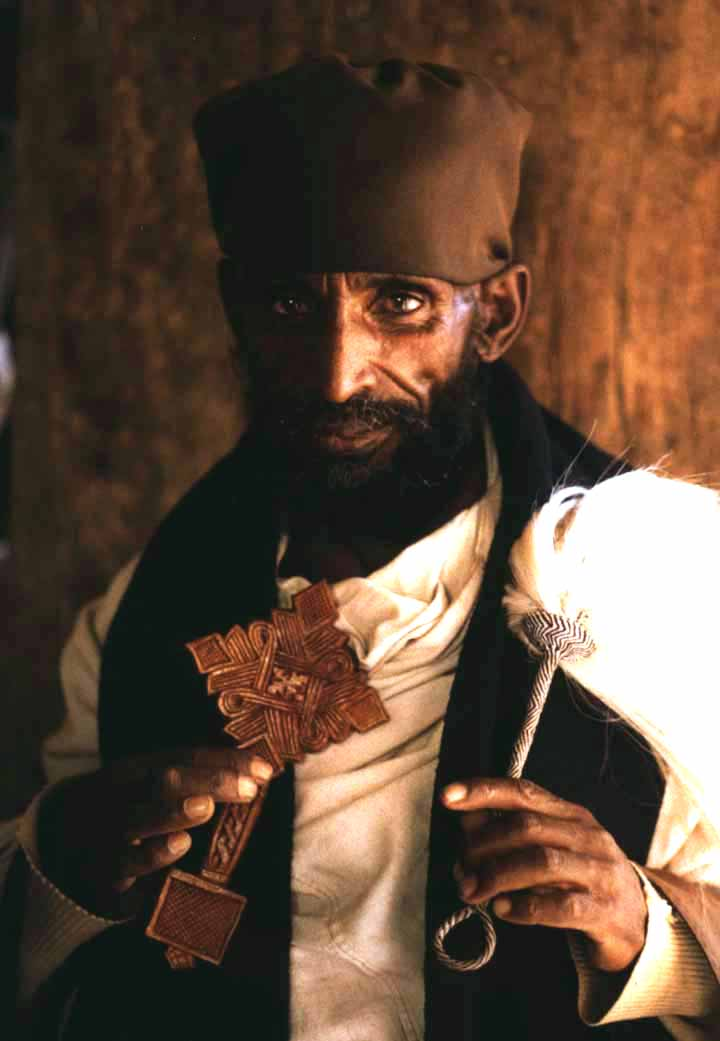
에티오피아 정교회의 사제

에티오피아 테와히도 정교회(암하라어: የኢትዮጵያ ኦርቶዶክስ ተዋሕዶ ቤተ ክርስቲያን, The Ethiopian Orthodox Tewahedo Church)는 에티오피아의 비(非) 칼케돈계 기독교 교회이다. 1959년까지 콥트 정교회의 일부였으나 지금은 독립된 교파를 형성하고 있다.
사하라 이남 아프리카에서는 식민지 시대 이전부터 존재한 유일한 기독교 교파로 에티오피아에서 약 4500만~5000만 명의 신도를 거느리고 있으며 규모 면에서는 세계에서 가장 크고 가장 오래된 비 칼케돈 교회이다. 성경에 에녹서 등을 포함하고 있는데 이는 원시 기독교의 면모이다. 근대 서방세계와의 교류가 다시 활발해지면서 이 교회의 신학, 성경 및 교부 문헌, 전례 등이 초대교회 연구에 있어서 중요한 자료로 재조명 받고 있다.

## 역사

### 기독교의 전래
에티오피아 정교회 자신들은 기독교의 성경 "사도행전"에 나오는 에티오피아 내시가 자신들에게 기독교를 전해주었다고 주장한다. 기독교의 교부 이레니우스와 유세비우스에 따르면 "사도행전"에 나오는 이 에티오피아 내시가 에티오피아에 복음을 전했다고 기록하고 있다.

### 칼케돈 공의회
에티오피아 교회는 451년 칼케돈 공의회에서 로마와 콘스탄티노플의 주교들이 단성론 교리를 단죄한 뒤에도 계속 이 교리를 지지한 이집트 콥트 교회를 따랐다. 7세기, 아랍 이슬람 교도들의 정복으로 에티오피아 정교회는 이웃 기독교 교회들과의 교류가 거의 끊어졌다. 그 뒤 여러 세기에 걸쳐 혼합된 여러 신조(creed)들을 받아들였으나, 예루살렘에 있는 에티오피아 수사들을 통해 바깥 기독교 세계와의 접촉을 유지했다.

### 이집트 교회의 영향
12세기 이래로 알렉산드리아 총대주교는 '아 부나'(아랍어로 '우리 아버지'라는 뜻)로 불리는 에티오피아 주교를 임명해왔는데, 이집트인(人) 콥트 교회 수사만이 에티오피아 주교가 되었다. 에티오피아 주교는 에티오피아의 강력한 수도원 공동체의 원주민 '이트샤게'(대수도원장)와 대립했다.
때때로 이집트 콥트 교회의 지배를 떨쳐버리려는 시도가 있기는 했으나 성공을 거두지 못하다가, 1929년에 비로소 이집트 수사를 아부나로 임명하는 동시에 4명의 에티오피아 수사를 보좌주교로 임명한다는 타협안을 받아들였다. 1950년에 마침내 에티오피아 원주민인 바실을 아부나에 임명했고, 1959년에는 자치권을 지닌 에티오피아 총대주교구를 세웠다.

### 에티오피아 제국
에티오피아 북부와 중부 고지대에 사는 암하라족(族)과 티그리냐족(Tigrinya, Tigray)은 대대로 에티오피아 정교회의 주요 신봉자들이었으며, 교회의 신앙 형식들과 신조들은 암하라족의 문화에서 중요한 요소가 되어왔다. 암하라족이 에티오피아 왕권을 장악한 시기에 에티오피아 정교회는 국교로 선포되었고, 황제 하일레 셀라시에 정권의 바람벽이 되어주었다.

### 사회주의 시절
1975년 에티오피아가 마르크스주의를 신봉하는 군인들에 의해 왕정을 폐지하고 사회주의 제도를 도입하자 에티오피아 정교회는 해체되었고, 총대주교는 추방당했으며, 교회가 소유해온 많은 토지는 몰수당했다. 교회는 이슬람교를 비롯하여 그 나라에 있는 이웃 종교들과 동일한 위치로 전락했으며, 쿠데타 정부하에서 그 앞날이 어떻게 될 것인가는 불투명했다. 사회주의 쿠데타가 일어나기 전에 이 교회는 특히 농촌 지역에 광범위한 성직자 조직을 갖고 있었다.

## 특징
에티오피아 교회 성직자들은 하느님을 경험하는 성사와 전례를 집전하는 사제들과 부제들, 그리고 성직임명은 받지 않았지만 교회의식과 연관된 음악과 춤을 담당하고 점성가·필사자·마술사·점술가 역할을 맡았으며, 교회의 교훈을 배우는 '데브테라'로 구성되었다.
에티오피아 정교회는 하느님·성인·천사에 관한 기독교의 개념을 선한 영과 악한 영, 하급 귀신들에 관한 비그리스도교의 신앙과 뒤섞었다. 구약성서에 상당히 비중을 두며, 보편적으로 할례의식을 행한다. 열정적인 신자들은 일요일 외에도 토요일을 안식일로 지키고, 교회마다 반드시 계약궤를 두고 있으며, 오늘날에도 엄격히 금식을 행하고 있다.

## 교육
에티오피아 교회는 아디스아바바와 하레르에 신학교를 두고 있지만, 사제들은 교육을 받지 않고 임명되는 경우가 대부분이다. 수도원제도가 널리 퍼져 있고, 수도사들이 개별적으로 신학이나 교회음악 등의 특정 과목들을 가르치곤 한다.
지역공동체마다 교회학교를 두고 있는데, 1900년까지는 이 학교가 에티오피아 교육의 유일한 원천이었다. 전례서와 성서가 국어인 암하라어로도 번역되어 있지만 그으즈어 본문을 사용한다.

## 같이 보기
- 오리엔트 정교회